# Два метра под земята ООД
„Два метра под земята ООД“ (на английски: Six Feet Under) е американски драматичен сериал по идея на Алън Бол. Излъчен е от 3 юни 2001 г. до 21 август 2005 г. по HBO и се състои от пет сезона с общо 63 епизода. Сериалът се върти около семейство Фишър, които притежават погребално бюро в Лос Анджелис, и проследява живота им в рамките на пет години. Главните роли се изплъняват от Питър Крауз, Майкъл Хол, Франсис Конрой, Лорън Амброуз, Фреди Родригес, Матю Сейнт Патрик и Рейчъл Грифитс.
Включен е в списъка на „100-те най-добри сериала“ на списание Тайм, а също и в класацията на списание Емпайър за „50-те най-добри сериала на всички времена“.

## „Два метра под земята ООД“ в България
В България сериалът е излъчен по HBO със субтитри на български.
Излъчен е и по TV7. В дублажа участват Здрава Каменова, Станислав Димитров и Георги Георгиев – Гого.